# Вусачик чудовий
Вусачик чудовий (Pseudogaurotina excellens) — вид жуків з родини Скрипунових, занесений до Червоної книги України.

## Поширення
Вусачик чудовий — належить до групи гірських центральноєвропейських видів у складі європейського зоогеографічного комплексу, ендемік центральноєвропейських гірських масивів, зокрема Карпат. Дуже рідкісний вид. 
В Україні ареал охоплює найбільш високі частини Карпат.

## Екологія
Імаго не відвідує квітів. Личинка заселяє мертві корені та прикореневу частину листяних чагарників, таких як: жимолость чорна (Lonicera nigra L.).

## Морфологія

### Імаго
Розміри тіла 10-18 мм. Загальне забарвлення тіла чорне. Надкрила сині, темно-сині або фіолетові з металічним блиском. Надкрила в дуже грубій скульптурі. Вусики тонкі заходять за половину надкрил. Передньоспинка зі слабким бічним горбиком та глибокими перетяжками при основі та на вершині, і покрита дрібними стоячими волосками. Виріст передньогрудей, між тазиками, на кінці заокруглений.

### Личинка
Тіло личинки плоске, голова поперечна. Наличник поперечний, верхня губа широко заокруглена, з густими щетинками. Мандибули чорні, довгі, на вершині косо зрізані. Пронотум зморшкуватий, з країв не обмежений. Ноги довгі, з коричнюватими кігтиками. Рухові мозолі черевця в дрібних гранулах, які утворюють з дорзальної сторони 4 поперечних ряди, а з вентральної — 2. 9-й терґіт черевця озброєний склеротизованим зубцем. Довжина тіла 18 мм.

## Життєвий цикл
Життєвий цикл триває два роки.

## Охорона
Вусачик чудовий внесений до Червоної книги України у категорії «Вразливий». Вид також внесений до переліків МСОП у категорії EN, а також Оселищної Директиви ЄС 92/43/EEC. Площа глобального ареалу оцінюється у 260 км2, з яких на ЄС припадає 208 км2, решта 52 км2 – Україна. В Україні трапляється у Ґорґанах, Чорногорі, Свидівці та Мармароші. Популяції розріджені і нечисленні. Вразливий до надмірної експлуатації лісів, рекреаційною та курортного навантаження, кліматичних змін.